# Quiksilver
Quiksilver (NYSE: ZQK) é uma empresa australiana com filiais em todo o mundo,  que produz equipamentos, acessórios e roupas desportivas para atividades como surfe, skate, esqui alpino, entre outros. Foi fundada em 1969 em Torquay, Austrália, mas atualmente sua sede fica em Huntington Beach, Estados Unidos. A empresa mantém diversas marcas como Quiksilver, Roxy e DC Shoes.
Após fusão com a francesa Rossignol em 2005, a Quiksilver tornou-se líder mundial no segmento de outdoor. Além de ser uma marca popular em todo o mundo, é conhecida pela sua alta qualidade.